# Glypta improcera
Glypta improcera là một loài tò vò trong họ Ichneumonidae.